# إيما هولي
إيما هولي (بالإنجليزية: Emma Holly)‏ (1961، نيوجيرسي في الولايات المتحدة)؛ روائية أمريكية.